# Il viaggio di Monte Baldo

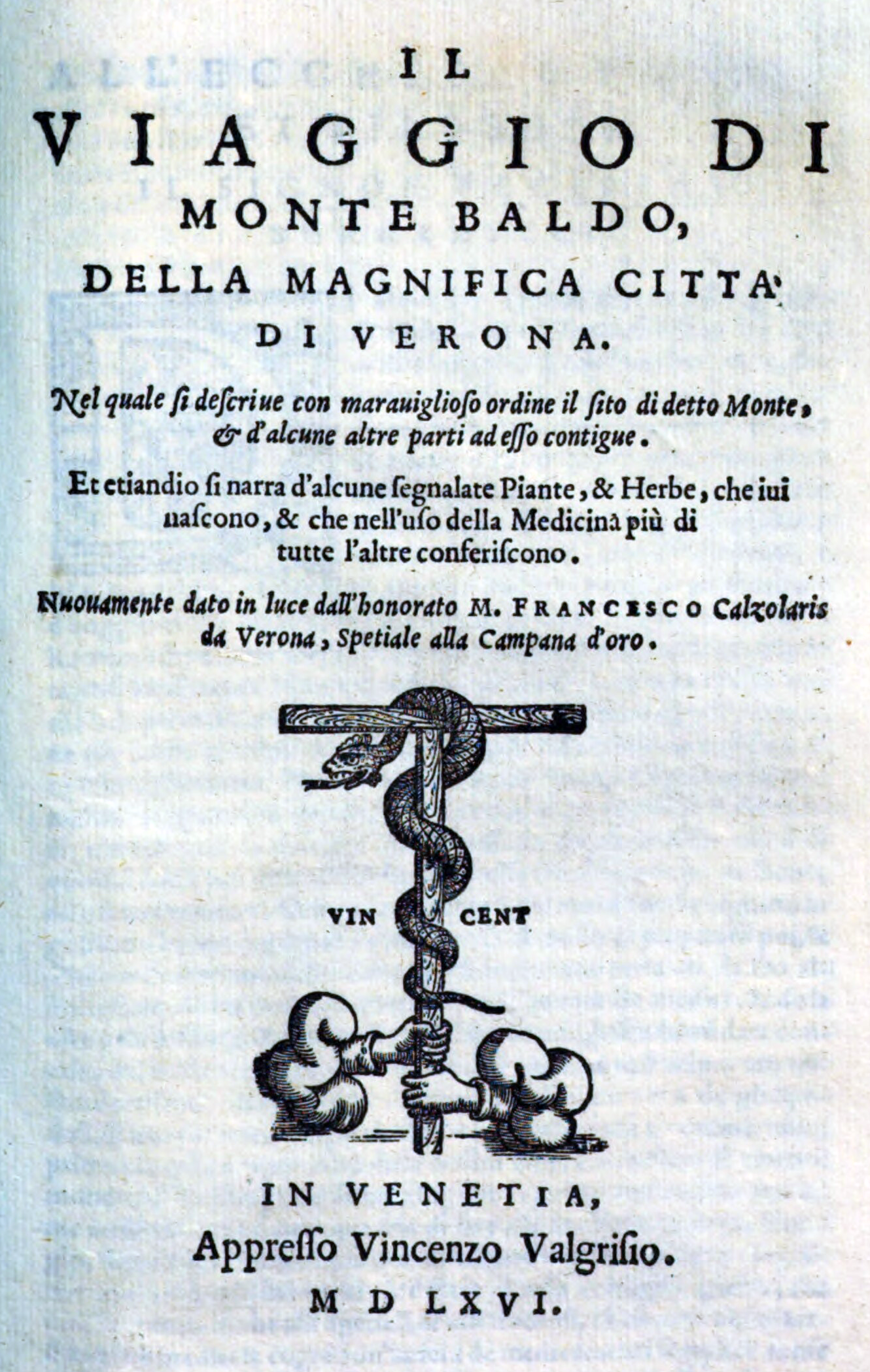
Titelseite

Il viaggio di Monte Baldo (deutsch: Die Reise zum Monte Baldo) ist ein italienisches Florenwerk des Veroneser Apothekers Francesco Calzolari  das 1566 in Venedig erschien. Das Werk ist eine Lokalflora der auf dem Monte Baldo wachsenden Pflanzen. Es ist zugleich eine Exkursionsflora und eine der ersten pflanzengeographischen Beschreibungen nach Vegetationsstufen. 1571 wurde es unter dem Titel Iter Baldi civitatis Veronae montis ins Lateinische übersetzt.

## Werk
Der Quartband Il viaggio di Monte Baldo, della magnifica citta di Verona besteht aus 14 nummerierte Seiten und wurde in der Buchdruckerei von Vincenzo Valgrisio (tätig 1540–1572) gedruckt. Die in Verona geschriebene Vorrede ist auf den 15. September 1565 datiert.
Calzolaris Exkursion begann in Verona und führte ihn zunächst nach Rivoli Veronese. Von dort aus ging die Reise nach Caprino Veronese, Madonna della Corona, Ferrara di Monte Baldo, Prabazàr, Novezza, Valle dell’Artillone und auf die von Calzolari als Monte Maggiore bezeichnete Punta Telegrafo. Der Abstieg führte ihn durch das Valle degli Ossi, Val Vaccara mit der Quelle Fonte di Brigaldello, Ime, Val Basciana, Val Fredda nach Rivoli Veronese zurück.
Die detaillierte Schilderung der Exkursion wird begleitet durch Pflanzenlisten, geographische, geologische und klimatologische Ausführungen. Insgesamt führt Calzolari etwa 250 „Arten“ auf.

## Lateinische Ausgaben
Die Übersetzung ins Lateinische erfolgte auf Anregung von Pietro Andrea Mattioli. Sie wurde erstmals 1671 in Mattiolis Compendium de plantis omnibus veröffentlicht. Der leicht erweiterten Ausgabe ist ein Brief Calzolaris an Mattioli vorangestellt (Clarissimo domino Petro Andr. Matthiolo Senensi, serenissimi principis Ferdinandi Archiducis Austriae, etc. Consiliario, atque Medico primario. Franc. Calceolarius Pharmacopola Veronensis, S. P. D.), in dem er seine Hoffnung ausdrückt, dass sein Werk in dieser Form den Europäern leichter zugänglich sein wird. Darin erwähnt er frühere Erforscher des Berges, darunter Luigi Anguillara und Ulisse Aldrovandi.
Die 1586 sowohl separat als auch als Bestandteil von Mattiolis De plantis epitome utilissima erschienene Fassung enthält eine Antwort (Petrus Andr. Matthiolus Senensis medicus, Franc. Calceolario Pharmacopaeo Veronensi. S. P. D.) auf Calzolaris Brief. Außerdem ist ihr ein zehnseitiger Index (Catalogus Plantarum quae in hac epitome continentur) beigefügt.
Es existieren folgende lateinische Ausgaben:
- Iter Baldi civitatis Veronae montis. In: Pietro Andrea Mattioli: Compendium de plantis omnibus, una cum earum iconibus, de quibus scripsit suis in commentariis in Dioscoridem editis. Vincenzo Valgrisi, Venedig 1571.
- Iter baldi montis, Francisco Calceolario. In: Giovanni Battista Oliva: De reconditis, et praecipuis collectaneis ab honestissimo, et solertissimo Francisco Calceolario Veronensi in musaeo adseruatis, Joannis Baptistae Olivi medici testificatio. Paulus Zamfretus, Venedig 1584.
- Iter Baldi civitatis Veronae montis, in quo mirabili ordine describitur montis ipsius, atque aliarum quarundam ipsum contingentium partium situs. Frankfurt am Main 1586.
- Iter Baldi civitatis Veronae montis. In: Joachim Camerarius: De plantis epitome utilissima Petri Andreae Matthioli. Frankfurt am Main 1586.
- Iter Baldi civitatis Veronae montis. In: Giovanni Battista Oliva: De reconditis, et praecipuis collectaneis ab honestissimo, et solertissimo Francisco Calceolario Veronensi in musaeo adseruatis, Joannis Baptistae Olivi medici testificatio. Hieronymum Discipulum, Verona 1593.
- Francisci Calceolarii veronensis iter in Baldum Montem. In: Jean François Séguier: Plantae Veronenses seu stirpium quae in agro Veronensi reperiuntur methodica synopsis. Band 2, Verona 1745, S. 443–477.

## Weitere frühe Florenwerke des Monte Baldo
Durch Giovanni Pona (1565–1630) und seinen Sohn Francesco Pona (1594–1664) folgten 1608 (mit Abbildungen), 
1617 (mit Abbildungen)
und 1622 (Fundorte mit Liste) weitere Beschreibungen der Flora des Monte Baldo.